# Wollongong United FC
Wollongong United – australijski klub piłkarski z siedzibą w mieście Wollongong, obecnie występujący w Illawarra Premier League. Zespół w sezonie 1990–91 występował w National Soccer League (NSL).

## Historia
Wollongong United został założony w 1976 roku przez macedońską parafie pw. św. Dymitra z Tesalonik w Wollongong. W 1977 roku klub zadebiutował w rozgrywkach drugiej dywizji regionalnej, rozgrywek organizowanych przez Illawarra Soccer Association, jednocześnie zespół wywalczył mistrzostwo ligi i awansował do pierwszej dywizji regionalnej. W 1978 roku zespół uzyskał awans do 2 dywizji stanowej (organizowanej przez Soccer New South Wales). W pierwszej dywizji stanu Nowa Południowa Walia zespół po raz pierwszy wystąpił w 1979 roku, w której grał do 1982. Od 1983 roku klub przez dwa sezonu występował w 2 dywizji stanowej, zdobywając mistrzostwo ligi w 1985 roku i tym samym zapewniając sobie awans do 1 dywizji stanowej. W pierwszej dywizji stanowej zespół występował ponownie w latach 1986–1990. Zdobywając mistrzostwo dywizji pierwszej w 1990 roku i zapewnił sobie awans do ligi krajowej National Soccer League (NSL).
W NSL klub występował pod nazwą Wollongong Macedonia. Debiut w rozgrywkach krajowych nastąpił 6 października 1991 roku w zremisowanym meczu 0:0 z Parramatta Eagles. W NSL klub występował tylko przez jeden sezon (1990–91), zajmując ostatnie miejsce w lidze. W wyniku zajęcia ostatniego miejsca w lidze klub został zdegradowany do najwyżej ligi stanowej stanu Nowa Południowa Walia – New South Wales Premier League (Super League). W latach 1992–2004 klub uczestniczył w rozgrywkach stanowych, organizowanych przez Soccer New South Wales (zarówno w najwyższej lidze New South Wales Premier League, jak i w 1 dywizji). W 1993 roku klub zmienił nazwę z Wollongong United na Illawarra Lions Soccer Club, powrót do pierwotnej nazwy nastąpił w 2003 roku.
W 2005 roku klub powrócił w struktury Illawarra Football Association i od tego czasu występuje w lidze regionalnej Illawarra Premier League.

## Sukcesy[1]
- Mistrzostwo 2 dywizji regionalnej: 1977,
- Mistrzostwo 2 dywizji stanowej: 1985,
- Mistrzostwo 1 dywizji stanowej: 1990.